# Шанхайская операция
Шанхайская операция (кит. 上海战役) — военная операция, проводившаяся 12 мая — 2 июня 1949 года во время гражданской войны в Китае. В результате операции коммунисты овладели крупнейшим городом Китая — Шанхаем.

## Предыстория
В 1949 году 6-миллионный Шанхай был крупнейшим городом Китая и давал треть ВВП страны. Как коммунисты, так и гоминьдановцы полагали, что в ближайшее время может начаться третья мировая война, и эта убеждённость накладывала свой отпечаток на планы сторон. Гоминьдановцы надеялись, что опираясь на ресурсы богатейшего города Китая, они смогут дождаться её начала, а тогда иностранная интервенция и иностранная военная помощь помогут им отвоевать Китай у коммунистов обратно; на случай, если бы город не удалось удержать до Третьей мировой, гоминьдановцы рассчитывали отбыть морским путём, вывезя с собой городские ценности и уничтожив всё, что не удастся увезти. Неизвестно, насколько реальными были такие планы, однако о них говорила гоминьдановская пропаганда, и коммунистам приходилось считаться с такой возможностью и стараться взять город как можно быстрее и с минимальными разрушениями.

## Планы сторон

### Гоминьдан
Гоминьдановское командование разделило город на два сектора обороны по реке Хуанпу. Западную часть города и подступы к ней (Тайцан, Куньшань, Цзясин, Цзиньшань) защищали 20 дивизий, принадлежащие к 51-й, 52-й, 54-й, 75-й и 123-й армиям. 12-я и 35-я армии, насчитывавшие в сумме 5 дивизий, вместе с морскими и воздушными силами прикрывали Пудун, чтобы обезопасить путь к эвакуации по морю; их усилия были сосредоточены в Усуне, Юэпу, Янхане, Люхане, Дачане и мосту Гаоцяо. Общая численность войск, защищавших Шанхай, составляла 210 тысяч человек. Здания в городе сами по себе являлись удобными оборонительными позициями, вдобавок было построено большое количество бетонных бункеров.

### КПК
Задача взятия Шанхая была поставлена перед 3-й полевой армией НОАК (командующий — Чэнь И, заместитель — Су Юй), в её составе было 290 тысяч человек, сведённых в 10 армейских групп. 2-я полевая армия (командующий — Лю Бочэн, политкомиссар — Дэн Сяопин) была размещена вдоль железной дороги Чжэцзян-Цзянси от Цзиньхуа до Дунсяна, в готовности отразить возможное иностранное вмешательство. Перед войсками была поставлена задача: взять Шанхай в кратчайшие сроки, с минимальными разрушениями и минимальными жертвами среди мирного населения. Чтобы не дать гоминьдановцам вывезти из Шанхая материальные ценности, было решено взять город в клещи с востока и запада, отрезав его от моря, а затем рассечь окружённых защитников на изолированные очаги сопротивления, и ликвидировать их один за другим.
Одну из половинок клещей должны были составить 26-я, 28-я, 29-я и 33-я армейские группы X корпуса вместе с частью Артиллерийской колонны; перед ними ставилась задача атаковать от Чаншу и Сучжоу на Куньшань, Тайцан и Цзядин, и в итоге овладеть Усуном и Баошанем, тем самым пресекая возможность движения по реке Хуанпу и блокируя защитникам города выход к морю по воде. Впоследствии эта половинка клещей должна была атаковать город с северо-запада.
Вторую половинку клещей должны были составить 20-я, 27-я, 30-я и 31-я армейские группы IX корпуса вместе с другой частью Артиллерийской колонны. Две армейские группы должны были атаковать от Наньсюня и Уцзяна на Фэнсянь, Наньхуэй и Чуаньша, помогая X корпусу блокировать Усун и перекрыть мост Гаоцяо; другие две армейские группы должны были сосредоточиться южнее Сунцзяна и восточнее Цзясина, когда позволит ситуация — взять Цинпу, а впоследствии атаковать город с востока, юга и запада.
На случай, если гоминьдановцам удастся вывезти из города всё ценное, было подготовлено большое количество продовольствия и угля для населения Шанхая, а 5 тысяч лиц гражданского персонала были готовы приступить к выполнению административных функций сразу же после взятия города.

## Битвы

### Первая фаза
Наступление НОАК на оборонительный периметр началось 12 мая 1949 года. Через два дня IX корпус взял Пинху, Цзиньшань, Фэнсянь, Наньхуэй, Цинпу, Сунцзян, и создал угрозу флангу защитникам Чуаньша. 51-я гоминьдановская армия была вынуждена передислоцироваться из Шанхая на позиции к Байлунган — Линьцзяматоу на внешний оборонительный периметр. Тем временем X корпус НОАК успешно занял Тайцан, Куньшань, Цзядин и Люхэ, и продолжил наступление на Юэпу, Янхан и Люхан, однако там был остановлен 99-й дивизией 21-й армии НРА, использовавшей бетонные бункеры, а также поддержку авиации и флота.
Оценив обстановку, части НОАК перешли к тактике мелких штурмовых групп, которые стали брать один бункер за другим. Распространение опыта, полученного при штурме укреплённых позиций, способствовало резкому ускорению наступления. К 19 мая X корпус смог взять Юэпу и уничтожить гоминьдановские войска, оборонявшие Люхан. Тем временем IX корпус овладел Чжоупу и Чуаньша, полностью уничтожил гоминьдановскую 51-ю армию, оборонявшую Байлунган, и окружил 12-ю армию у моста Гаоцяо, отрезав при этом 37-ю армию в Пудуне от других подразделений НРА.

### Вторая фаза
Чтобы обезопасить путь к эвакуации по морю, гоминьдановская 75-я армия была выведена из города для усиления обороны моста Гаоцяо, однако после того, как две армии и дивизия покинули город для усиления внешней обороны, внутри города стало не хватать сил для подавления выступлений населения, которое было несогласно с тактикой выжженной земли, и стало организовывать отряды самообороны для охраны жизненно важных городских объектов от их уничтожения гоминьдановцами. Внутригородские реки и каналы оказались слишком узкими для военных кораблей, и они стали просто мишенями для дальнобойной артиллерии НОАК. После того, как семь кораблей было повреждено, 23 мая гоминьдановский флот был вынужден ретироваться. После этого коммунистические войска смогли взять под контроль район к востоку от моста Гаоцяо, блокировав гоминьдановцам дорогу к эвакуации по морю.
После десяти дней ожесточённых боёв защитники города были вынуждены оставить внешний оборонительный периметр, потеряв 20 тысяч человек, однако сокращение линии фронта и хорошие условия для обороны, предоставляемые городом, ещё не делали ситуацию безнадёжной. Командование коммунистов учло изменение обстановки, и вновь изменило тактику: для помощи IX и X корпусам в штурме города были выделены 23-я армейская группа из состава VII корпуса и 25-я армейская группа из состава VIII корпуса.

### Третья фаза
Ночью 23 мая 29-я армейская группа НОАК начала штурм Шанхая, захватив под покровом темноты возвышенности в южных пригородах, в то время как 28-я армейская группа заняла район Усуна и приступила к зачистке побережья. 24 мая 20-я армейская группа взяла Пудун, а 27-я армейская группа — вокзал в Сюйцзяхуэй. Гоминьдановский главнокомандующий Тан Эньбо, ещё 18 мая перешедший на борт корабля, признал неизбежное, и приказал остаткам 6-й дивизии 75-й армии ради обороны побережья в районе Усуна оставить район моста Гаоцяо и отступить к Юэпу, а войскам, находящимся к северу от Сучжоухэ — отступать к Усуну и приготовиться к эвакуации морем.
Под покровом темноты 23-я и 27-я армейские группы НОАК проникли в Шанхай через Сюйхуэй и Лунхуа, а 20-я армейская группа пересекла реку Хуанпу в районе кумирни Гаочанмяо. К рассвету 25 мая весь район к югу от реки Сучжоухэ оказался под контролем коммунистов. Днём наступление НОАК продолжилось: 25 мая 26-я армейская группа заняла Дачан и Цзянвань, а 25-я и 29-я армейские группы — Усун и Баошань, в то время как 28-я и 33-я армейские группы заняли Янхан. Ночью 23-я армейская группа и часть 20-й армейской группы форсировали Сучжоухэ и захватили её северный берег. Командующий шанхайским гарнизоном генерал Лю Чанъи был вынужден капитулировать.
Ночью 25 мая 31-я армейская группа при содействии 30-й армейской группы захватила район моста Гаоцяо, а к полудню 26 мая пал последний оплот гоминьдановского сопротивления в Пудуне. Несколько дней спустя 25-я армейская группа высадилась на острове Чунминдао, и ко 2 июня 1949 года Шанхайская операция завершилась победой коммунистов.

## Итоги
Оборона Шанхая дорого обошлась гоминьдановцам. Лишь 50 тысяч человек вместе с главнокомандующим Тан Эньбо сумели эвакуироваться по морю. 37-я армия, 51-я армия и 5-я дивизия транспортной полиции были полностью уничтожены, а 12-я, 21-я 52-я, 75-я и 123-я армии понесли тяжёлые потери; общие потери НРА оцениваются в 153 тысячи человек. В качестве трофеев НОАК достались 1370 артиллерийских орудий, 1161 автомобиль, 11 кораблей и 119 танков и бронемашин. Согласно коммунистическим источникам гоминьдановские власти перед отступлением пытались уничтожить город, но коммунистам удалось при поддержке местного населения захватить его практически неповреждённым.